# Orion (okręt)
„Orion” – nazwa noszona na przestrzeni dziejów przez szereg jednostek pływających różnych państw:
- „Orion” – francuski okręt liniowy typu Téméraire z lat 80. XVIII wieku, od 1793 roku „Mucius”[1]
- „Orion” – francuski okręt liniowy typu Téméraire z początku XIX wieku[1]
- „Orion” (V35) – szwedzki torpedowiec typu Komet z początku XX wieku[2][3]
- Hr.Ms. „Orion” – holenderski okręt patrolowy z początku XX wieku[4]
- „Orion” (Q165) – francuski okręt podwodny typu Orion z okresu międzywojennego i II wojny światowej[5]
- HSK „Orion” – niemiecki krążownik pomocniczy z okresu II wojny światowej[6]
- „Orion” – niemiecki kuter trałowy typu R-130 z okresu II wojny światowej, od 1956 roku „Orion” (M1053)[7][8]
- „Orion” (M742) – francuski trałowiec typu Sirius(inne języki) z lat 50. XX wieku[9]
- „Orion” (M1053) – niemiecki trałowiec typu Schütze z lat 60. XX wieku[10]
- HMAS „Orion” (S61) – australijski okręt podwodny typu Oberon[11]
- „Orion” (M645) – francuski niszczyciel min typu Tripartite z lat 80. XX wieku[12]